# شاه خليل الله الثالث
شاه خليل الله الثالث (1740-1817) هو الإمام الخامس والأربعين للطائفة الإسماعيلية النزارية. وُلد في مدينة كرمان بإيران عام 1740، وتولى الإمامة بعد وفاة والده أبو الحسن علي بن قاسم علي في عام 1792. خلال فترة إمامته، نقل مقر الإمامة من كرمان إلى كاهك، حيث قاد الطائفة لمدة عشرين عامًا. في عام 1815، انتقل إلى يزد ليكون أقرب إلى أتباعه في الهند. توفي في عام 1817 نتيجة هجوم شنه حشد بتحريض من عالم شيعي اثني عشري يُدعى ملا حسين يزدي. دُفن في مدينة النجف بالعراق.
بعد وفاته، خلفه ابنه الأكبر حسن علي شاه، الذي أصبح أول إمام إسماعيلي يحمل لقب «آغا خان».